# 長屋紳士録
『長屋紳士録』（ながやしんしろく）は、1947年5月20日に公開された小津安二郎監督の映画作品。　　

## 概要
1946年2月、日本に帰国した小津は1年の休養ののち、本作を撮ることになった。なじみの松竹専属俳優による東京下町を舞台にした人情劇ということで、戦前と変わらないという評もあったが、遠景に見える焼け野原や上野の戦災孤児を登場させたりと、小津なりに当時のリアリティを出している。

## あらすじ
東京のあるところの長屋街に親をなくした一人の子供・幸平がつれてこられるが、住人は皆面倒がり、その挙句金物屋を営むおたねがその子を引き取ることとなる。最初おたねはもっぱら面倒がるが、だんだんと子供の面倒を見るうちにいとおしくなってゆき、動物園に連れて行ってやったり、旨い物を食べさせてやったりと、決して豊かではないが楽しい生活を送っていた。そのうち幸平の父親を名乗る一人の男が現れ、引き取って行った。おたねは、実の親と一緒になった子供のことを思って泣くのだった。

## スタッフ
- 監督・小津安二郎
- 脚本・池田忠雄　小津安二郎
- 撮影・厚田雄春
- 製作担当・久保光三
- 録音・妹尾芳三郎
- 照明・磯野春雄
- 美術・浜田辰雄
- 編集・杉原よ志
- 現像・林龍次
- 焼付・小林四郎
- 音楽・斎藤一郎
- 装置・台松太郎
- 装飾・橋本庄太郎 小巻基胤
- 衣裳・斎藤耐三
- 結髪・増淵いよの
- 擬音・斎藤六三郎
- 経理担当・土屋健樹
- 進行担当・渡邊大
- 監督部・本郷武雄 塚本粧吉 山本浩三 田代幸蔵 武田義晴
- 撮影部・中村喜代治 川又昂 井上晴三 老川元薫
- 録音部・高懸義人 日向国雄 金子盈 石原一雄
- 照明部・須藤清治
- 美術部・梅田千代夫
- 装置部・山本金太郎 石原仁六
- 記録部・岡田敬造

## キャスト
- おたね・飯田蝶子
- 幸平・青木放屁
- その父親・小沢栄太郎
- 為吉・河村黎吉
- きく女・吉川満子
- 田代・笠智衆
- 喜八・坂本武
- とめ・高松栄子
- しげ子・長船フジヨ
- 平ちゃん・河野祐一
- おかみさん・谷よしの
- 写真師・殿山泰司
- 柏屋・西村青児

## 作品データ
- 製作 : 松竹大船撮影所
- フォーマット : 白黒　スタンダードサイズ（1.37:1）　モノラル
- 初回興行 :
- 同時上映 :